# José Antonio González-Linares
José Antonio «Toño» González-Linares Gutiérrez (San Felices de Buelna, Cantabria, 25 de febrero de 1946), conocido como José Antonio González Linares, es un destacado exciclista español. Actualmente es miembro del Partido Regionalista de Cantabria y exalcalde de su municipio natal.

## Carrera deportiva
Gran esprínter, logró varias victorias a lo largo de su carrera tanto en la Vuelta a España como en otras importante competiciones, siendo uno de sus éxitos más destacados el batir en contrarreloj al corredor belga Eddy Merckx en 1970 en el Tour de Francia.[cita requerida]
Ganó la Vuelta al País Vasco en los años 1972, 1975, 1977 y 1978. Entre otros méritos deportivos se incluyen la Vuelta a Navarra, Circuito de Pascuas o haber sido campeón de España de fondo en carretera en 1970.
Participó en la prueba de contrarreloj por equipos de los Juegos Olímpicos de 1968 celebrados en México, finalizando en el puesto 11º.

## Palmarés
| 1967 - Vuelta a Navarra 1970 - Campeonato de España en Ruta - 1 etapa del Tour de Francia - Gran Premio Nuestra Señora de Oro 1971 - 1 etapa de la Vuelta a España - 1 etapa de la Vuelta a La Rioja 1972 - Vuelta al País Vasco, más 2 etapas - 1 etapa de la Volta a Cataluña - 1 etapa de la Vuelta a España 1973 - Vuelta a la Comunidad Valenciana | 1975 - Vuelta al País Vasco, más 1 etapa - 1 etapa de la Vuelta a Asturias 1976 - 1 etapa de la Vuelta a España 1977 - Vuelta al País Vasco, más 1 etapa - G. P. Pascuas - 1 etapa de la Vuelta a Asturias 1978 - Vuelta al País Vasco, más 1 etapa |

## Carrera política
En 1999, accedió a la actividad política al presentarse como candidato a la alcaldía de San Felices de Buelna por el Partido Regionalista de Cantabria. En esas elecciones resultó elegido alcalde. Desde entonces se mantiene en el cargo. En los comicios de 2007 y de 2011 revalidó la mayoría absoluta, con el respaldo del 81,97% de los votos del municipio (10 concejales de 11) y del 85,24% (11 de 11) respectivamente, siendo en ambas convocatorias el alcalde más votado de España en porcentaje. En 2019, volvió a ganar las elecciones con el 62,41% de los votos. Ocupó el cargo hasta las elecciones municipales de 2023, a las que decidió no presentarse.
Además de ocuparse de la alcaldía de San Felices de Buelna, también es consejero de un equipo de ciclismo. Ha sido durante muchos años colaborador del equipo deportivo de la Cadena SER y columnista del periódico As. Vive en Sovilla, localidad del municipio que dirige.[cita requerida]

## Resultados en Grandes Vueltas
| Carrera | Carrera         | 1969 | 1970 | 1971 | 1972 | 1973 | 1974 | 1975 | 1976 | 1977 | 1978 | 1979 |
| ------- | --------------- | ---- | ---- | ---- | ---- | ---- | ---- | ---- | ---- | ---- | ---- | ---- |
|         | Giro de Italia  | —    | —    | —    | Ab.  | —    | 28.º | 50.º | Ab.  | Ab.  | —    | —    |
|         | Tour de Francia | —    | 56.º | —    | —    | 47.º | —    | —    | —    | —    | —    | —    |
|         | Vuelta a España | 12.º | —    | DQ.  | 5.º  | Ab.  | 6.º  | 26.º | 10.º | 10.º | 30.º | 33.º |